# ヒュー・サミュエル・ジョンソン
ヒュー・サミュエル・ジョンソン（Hugh Samuel Johnson、1882年8月5日 - 1942年4月15日）は、アメリカ合衆国の陸軍将校、実業家、スピーチライター、著述家である。1932年から1934年にかけて、フランクリン・D・ルーズベルトのブレーンの一員だったことで最もよく知られている。ルーズベルトのために多くの演説を書き、ニューディール計画の実現に貢献した。1933年に全国復興庁(NRA)長官に任命され、アメリカの企業を再編して競争を減らし、賃金と物価を引き上げるための「青い鷲」キャンペーンに精力的に取り組んだ。NRAは1935年の最高裁判決によって廃止され、ジョンソンは1年余りで政権を去った。

## 若年期
1882年 にカンザス州フォートスコットでサミュエル・L・ジョンソン(Samuel L. Johnson)とエリザベス・ジョンソン(Elizabeth Johnson)（旧姓 ミード(Mead)）の間に生まれた。
父方の祖父母であるサミュエル・ジョンソンとマチルダ・マッカラン・ジョンソンは1837年にアイルランドからアメリカに移住し、当初はニューヨーク州ブルックリンに住んでいた。父は弁護士である。彼はカンザス州ウィチタの公立学校に通っていたが、その後、一家はオクラホマ準州アルヴァに引っ越した。15歳の時に、オクラホマ州の民兵隊に入隊するために家出を試みたが、町を出る前に家族に連れ戻された。父は彼に、陸軍士官学校（ウェストポイント）に入学できるようにすることを約束し、代替の入学許可を得ることに成功した。ジョンソン自身も、最初に入学許可を得ようとしていた人物が高齢であることを発見し、その人物に入学を辞退するように説得した。

## 軍歴

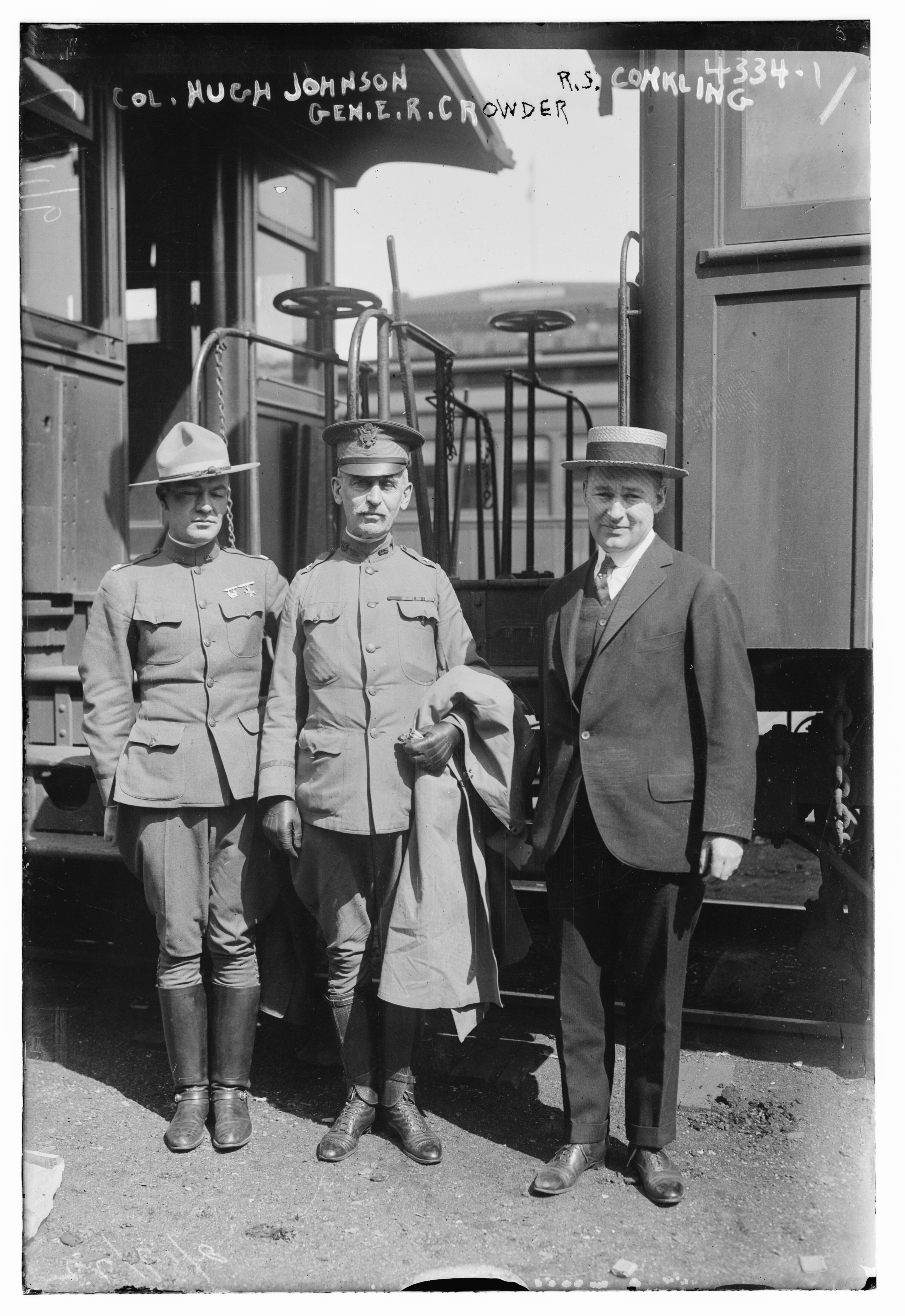
ヒュー・S・ジョンソン、イーノック・クラウダー、ロスコー・S・コンクリング。1917年、キャンプ・アプトンにて

ジョンソンは1899年に陸軍士官学校に入学し、1903年に卒業して、同年6月11日に第1騎兵師団少尉(second lieutenant)に叙任された。ダグラス・マッカーサーもウェストポイントの同級生の一人だった。1907年から1909年まではフィリピンのパンパンガに駐屯していたが、後にカリフォルニアに転属した。20世紀初頭、アメリカの国立公園のほとんどはアメリカ陸軍の部隊によって管理されていた。ジョンソンはヨセミテ国立公園とセコイア国立公園に配属された。1911年3月11日に中尉(first lieutenant)に昇進し、1912年にはセコイア国立公園の管理者に任命された。
父の跡を継ぎたいと考えていたジョンソンは、イーノック・クラウダー将軍の許可を得てカリフォルニア大学バークレー校に入学し、1915年に学士号、1916年に法学博士号を取得した（必要な時間の半分の時間で卒業できるようにコースを倍にした）。陸軍法務隊(JAG)に転属し、1916年5月から10月までは、ジョン・パーシング将軍の下でメキシコのパンチョ・ビラ遠征に従軍した。1916年7月1日に大尉(captain)に昇進し、1916年10月にはワシントンD.C.のJAG本部に転属した。1917年5月15日に少佐(major)、8月5日に中佐(lieutenant colonel)に昇格した。1917年10月には憲兵司令副長官(Deputy Provost Marshal General)に任命され、同月には戦争省の軍事訓練に関する委員会に指名された（アメリカは1917年4月6日に第一次世界大戦に参戦していた）。

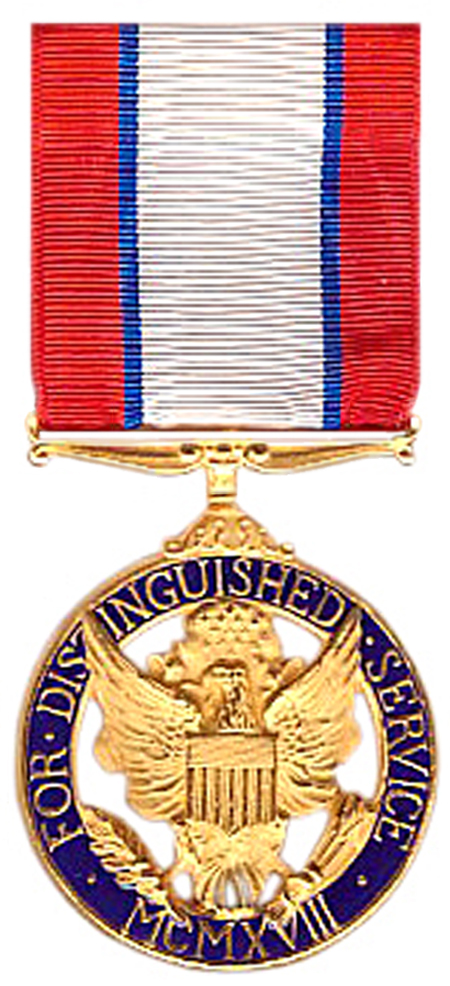
ヒュー・S・ジョンソン准将に授与された陸軍功労勲章

ジョンソンは大尉として、1917年の徴兵法の施行規則の共同執筆を支援した。彼は、議会の承認なしに、徴兵制を実施するために必要な最初のステップのいくつかを完成させるように命じた。これは、議会が徴兵法を可決していなければ、軍法会議にかけられていたかもしれない行動だった。彼は1918年1月8日に大佐(colonel)に昇進し、同年4月15日に准将(brigadier general)に昇進した。35歳での准将昇進は、ウェストポイントを卒業してから継続して兵役に就いていた人物の中では、南北戦争以降で最年少だった。Ohl (1985)は、ジョンソンが戦時中、憲兵司令官室において、クラウダー准将の下で綿密に監視され厳重に監督されていた限り、優れた副官として活躍していたことを示している。彼の才能は、紛争前と紛争中の兵役登録と徴兵の計画と実施に効果的に活用された。しかし、彼は決して他の人と円滑に仕事をすることができなかった。
ジョンソンは准将に昇進した後、1918年4月に参謀本部購買・補給部長に任命され、1918年10月に参謀本部購買・貯蔵・交通部次長に昇進した。その中で、彼は戦時産業局と緊密に連携していた。彼はバーナード・バルーク（戦争産業局長官）をはじめとする多くの実業家に好印象を与えた。この人脈は、後にジョンソンがルーズベルト政権での地位を獲得する上で非常に重要な役割を果たした。
ジョンソンは1919年2月25日に陸軍を退役した。憲兵司令官室における業績を讃えられ、1926年に陸軍特別功労勲章を授与された。

## ルーズベルト政権
ジョンソンは1919年9月1日にモリーン・プラウ社の副総支配人に任命された。モリーン・プラウ社社長ジョージ・ピークとジョンソンは、マクナリー・ホーゲン農場救済法案を支持した。この法案はアメリカ史上初めて農場価格支援を確立した連邦法である。ジョンソンは、1927年にモリーン・プラウ社を退職し、バーナード・バルークの顧問になった。
彼は1932年の大統領選挙でフランクリン・D・ルーズベルトのブレーンの一員となった。彼の主な役割は演説の起草であり、特にルーズベルトがピッツバーグで行った演説では、フーヴァー政権の無謀な支出を非難し、非常に保守的な財政政策を求めた。

### 全国復興庁
ジョンソンはニューディール政策で重要な役割を果たした。1933年、ルーズベルトはジョンソンを全国復興庁(NRA)長官に任命した。
ジョンソンはイタリアのファシストのコーポラティズムを手本にしたという説もある。ジョンソンは、ムッソリーニのお気に入りの経済学者の一人であるブルーノ・ビアギの"The Corporate State"（企業国家）という小冊子のコピーを配布した。労働長官フランシス・パーキンスにも1部を渡し、閣僚にコピーを渡すように頼んだという。NRAは、業界団体や業界によって作成された規則の下で何千もの企業を組織化することに関わっていた。彼の努力が認められ、『タイム』誌は1933年のマン・オブ・ザ・イヤーにルーズベルトではなくジョンソンを選出した。
彼の評価は1934年までに大きく落ち込んでいたが、歴史家は、仕事中の飲酒が原因でNRAの政策が大きく矛盾していたことを指摘している。労働長官フランシス・パーキンスは、ジョンソンにファシスト的な傾向があるとして攻撃した。そのため、ルーズベルトは1934年9月にジョンソンを解雇した。NRAも1935年に廃止された。

## ジャーナリズムと晩年

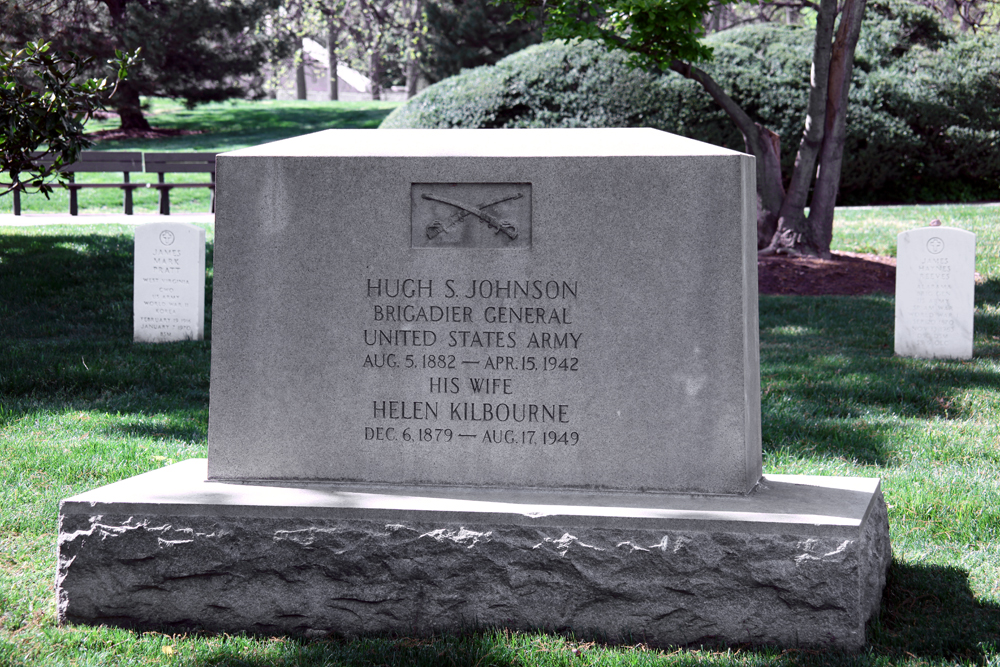
アーリントン国立墓地のヒュー・S・ジョンソンの墓

ルーズベルト政権を退陣したジョンソンは、全国誌のエッセイストとして活躍していたが、その後は政治評論を専門とするシンジケート紙のコラムニストとして活躍するようになった。1936年の大統領選挙ではルーズベルトを支持したが、1937年に司法制度手続改革法案（通称「裁判所抱き込み計画」）が発表されると、ルーズベルトを独裁者だと非難した。1939年にはアメリカの孤立主義（第二次世界大戦からの離脱）を支持し、1940年の大統領選挙では共和党候補のウェンデル・L・ウィルキーを支持した。
ヒュー・S・ジョンソンは1942年4月に肺炎のためワシントンD.C.で死去し、アーリントン国立墓地に埋葬された。

## 受賞歴
- 陸軍特別功労勲章
- フィリピン従軍章
- メキシコ従軍章
- 第一次世界大戦従軍章

### 一次資料
- Johnson, Hugh S. The Blue Eagle From Egg to Earth. New York: Doubleday, Doran & Company, 1935.
- Crawford, William H. "He Risked Disgrace to Speed the Draft." New York Times. June 9, 1918.
- Howard, C.B. "Our Twenty-one Generals of Forty Years and Under." New York Times. August 24, 1919.
- "Col. H. S. Johnson Deputy Provost Marshal." New York Times. January 25, 1918.
- "Hugh S. Johnson Dies in Capital." New York Times. April 16, 1942.
- "Not Since the Armistice..." Time. September 25, 1933.
- "Plans to Mobilize Schools to Aid War." New York Times. February 17, 1918.
- "Promotes 10 Brigadiers." New York Times. April 17, 1918.